# Kirin Holdings
Kirin Holdings — японская группа с интересами в пивоварении и фармацевтике. В списке крупнейших компаний мира Forbes Global 2000 за 2021 год заняла 720-е место (582-е по размеру выручки, 957-е по чистой прибыли, 1275-е по активам и 1143-е по рыночной капитализации).

## История
История компании началась в 1869 году, когда американец норвежского происхождения Уильям Копеланд (William Copeland) открыл в Иокогаме первую в Японии пивоварню. В 1884 году она закрылась из-за отсутствия капитала для расширения бизнеса. Через год её работу возобновили другие предприниматели, Толбот и Эббот (W.H. Talbot и E. Abbott), в партнёрстве с японскими бизнесменами. С 1888 года пиво начало продаваться под брендом «Кирин»; в китайской мифологии Кирин (или Цилинь) — существо, приносящее удачу увидевшему его. В 1907 году была создана компания Kirin Brewery Company, в 1908 году вошедшая в состав дзайбацу Мицубиси. В 1918 году была открыта вторая пивоварня компании в Амагасаки.
В 1967 году компания открыла лабораторию в Такасаки, среди её достижений были теория о причинах появления диацетила в процессе брожения и новый сорт ячменя Amagi-Nijo, получивший большое распространение. Также было открыто несколько новых пивоварен, в 1970-х годах Kirin вышла на второе место в мире по производству пива. Кроме этого, компания расширила ассортимент, начав производство виски (в партнерстве с канадской Seagram), безалкогольных напитков, соков и молочной продукции. В 1977 году был создан филиал в США. В 1984 году было заключено лицензионное соглашение с Heineken.
В 1980-х годах тремя основными направлениями деятельности Kirin были пивоварение, фармацевтика (совместное предприятие с калифорнийской компанией Amgen) и выведение генетически модифицированных сортов растений. В 1990-х годах компания начала терять позиции на рынке пива Японии, её доля сократилась с 60 % в 1985 году до 47 % в 1997 году; было закрыто три пивоварни (из 15) и сокращено 20 % персонала. В то же время Kirin продолжала расширять географию присутствия за счёт лицензионных соглашений — партнёры производили пиво Kirin в других странах (США, Канада, Бразилия, Европа, Австралия, Китай, Гонконг, Южная Корея), а Kirin пополняла свой ассортимент в Японии новыми международными брендами. В 2001 году Kirin уступила первое место в Японии по пиву своему главному конкуренту, Asahi, но это компенсировалось успешным выходом на рынок других слабоалкогольных напитков (включая хаппосю) и минеральной воды, а также покупкой долей в ведущих пивоваренных компаниях Новой Зеландии и Филиппин и укреплением позиций в КНР.
В 2010 году подразделение модифицированных сортов Kirin Agribio было продано нидерландской группе H2.
В 2011 году за 4 млрд долларов была куплена бразильская пивоваренная компания Schincariol, но уже в 2017 году она была продана Heineken всего за 870 млн долларов.

## Деятельность
Компании холдинга Kirin занимаются производством пива, вина (Mercian), спиртных и безалкогольных напитков, лекарственных препаратов и пищевых добавок. В группу входит одна из бутилирующих компаний системы Coca-Cola, работающая в Новой Англии и штате Нью-Йорк.
Основные подразделения по состоянию на 2020/21 финансовый год:
- Пиво и спиртное в Японии — дочерняя компания Kirin Brewery, 36 % выручки;
- Безалкогольные напитки в Японии — дочерняя компания Kirin Beverage, 14 % выручки;
- Океания — дочерняя компания Lion (Новая Зеландия и Австралия), 16 % выручки;
- Фармацевтика — дочерняя компания Kyowa Kirin, 17 % выручки;
- прочее — компании Mercian Corporation[англ.], Myanmar Brewery, Coca-Cola Beverages Northeast[англ.], Kyowa Hakko Bio, 18 % выручки.

|                     | 2011  | 2012  | 2013  | 2014  | 2015   | 2016  | 2017  | 2018  | 2019  | 2020  | 2021  | 2022  |
| ------------------- | ----- | ----- | ----- | ----- | ------ | ----- | ----- | ----- | ----- | ----- | ----- | ----- |
| Выручка             | 2,072 | 2,186 | 2,255 | 2,196 | 2,197  | 1,854 | 1,864 | 1,931 | 1,941 | 1,850 | 1,822 | 1,989 |
| Чистая прибыль      | 0,007 | 0,056 | 0,086 | 0,032 | -0,047 | 0,149 | 0,242 | 0,164 | 0,060 | 0,072 | 0,060 | 0,111 |
| Активы              | 2,854 | 2,951 | 2,896 | 2,966 | 2,444  | 2,423 | 2,399 | 2,304 | 2,413 | 2,459 | 2,472 | 2,542 |
| Собственный капитал | 0,853 | 0,949 | 1,076 | 1,102 | 0,664  | 0,696 | 0,947 | 0,907 | 0,907 | 0,839 | 0,894 | 0,980 |

## Спонсорство
Компания с 1980 является спонсором ежегодного футбольного Кубка Кирин. Он проводится в Японии.